# 弗龙霍芬 (库瑟尔县)
弗龙霍芬是德国莱茵兰-普法尔茨州的一个市镇。总面积3.86平方公里，总人口557人，其中男性276人，女性281人（2011年12月31日），人口密度144人/平方公里。